# Vaarunjärvi
Vaarunjärvi är en sjö i kommunen Kuopio i landskapet Norra Savolax i Finland. Sjön ligger 128,3 meter över havet. Den är 11 meter djup. Arean är 53 hektar och strandlinjen är 4,86 kilometer lång. Sjön  ingår i Kymmene älvs huvudavrinningsområde.   Den ligger omkring 19 kilometer väster om Kuopio och omkring 320 kilometer norr om Helsingfors. 